# Fontaine-Bonneleau
Fontaine-Bonneleau település Franciaországban, Oise megyében. Lakosainak száma 235 fő (2022. január 1.). Fontaine-Bonneleau Blancfossé, Catheux, Cormeilles, Croissy-sur-Celle, Doméliers, Lavacquerie és Le Saulchoy községekkel határos.

## Népesség
A település népességének változása:
| Lakosok száma | 268  | 258  | 254  | 244  | 242  | 238  | 234  | 234  | 235  |
|               | 2013 | 2015 | 2016 | 2017 | 2018 | 2019 | 2020 | 2021 | 2022 |